# Ferrières (Hautes-Pyrénées)
Ferrières település Franciaországban, Hautes-Pyrénées megyében. Lakosainak száma 87 fő (2022. január 1.). Ferrières Asson, Louvie-Soubiron, Arbéost, Arrens-Marsous, Aucun, Salles és Louvie-Juzon községekkel határos.

## Népesség
A település népességének változása:
| Lakosok száma | 101  | 103  | 97   | 90   | 84   | 83   | 82   | 81   | 87   |
|               | 2013 | 2015 | 2016 | 2017 | 2018 | 2019 | 2020 | 2021 | 2022 |